# Direitos humanos no Irã
O desrespeito aos direitos humanos no Irã tem sido criticado tanto pelos próprios iranianos, quanto por ativistas internacionais de direitos humanos, escritores e ONGs. A Assembleia Geral da ONU e da Comissão de Direitos Humanos denunciaram abusos anteriores e atuais no país, em críticas e em várias resoluções publicadas.
O governo do Irã é criticado tanto por restrições e punições que seguem a Constituição e a lei da República Islâmica, quanto por ações que não seguem nenhuma lei, como tortura, estupro e assassinato de presos políticos e espancamentos e assassinatos de dissidentes e outros civis. As restrições e punições que são legais na República Islâmica, mas que violam completamente as normas internacionais de direitos humanos, incluem: penas severas para crimes comuns; punição para "crimes sem vítimas", tais como fornicação e homossexualidade; execução de  menores de 18 anos de idade, restrições à liberdade de expressão e à imprensa, incluindo a prisão de jornalistas, e tratamento desigual de acordo com a religião e o gênero das população na constituição da República Islâmica - especialmente ataques a membros da religião Bahá'í. Abusos e punições que foram relatados fora das leis da República Islâmica e que têm sido condenados pela comunidade internacional incluem a execução de milhares de presos políticos em 1988 e a utilização generalizada da tortura para extrair repúdio popular contra prisioneiros, sua causa e apoiadores, em vídeos para propósitos propagandísticos.
Sob a administração do presidente Mahmoud Ahmadinejad a situação dos direitos humanos no país "se deteriorou significativamente", segundo o grupo Human Rights Watch. Na sequência dos protestos eleitorais no Irã em 2009, houve relatos de assassinato, tortura e estupro de manifestantes detidos e detenções e julgamentos em massa de dezenas de figuras proeminentes da oposição em que os acusados "leram confissões que deram todos os sinais de serem coagidas".
Sattar Beheshti , blogueiro iraniano,   morreu no início de novembro de 2012 alguns dias depois de ser preso pela  Cyber Police Iraniana por criticar o governo da República Islâmica no Facebook,  depois de denunciar ter sido  torturado enquanto estava sob custódia. Sua morte provocou condenação internacional e levou à demissão do comandante da unidade policial de cibercrimes do Irã. Acredita-se ter sido o décimo oitavo prisioneiro do regime a morrer sob custódia desde 2003.

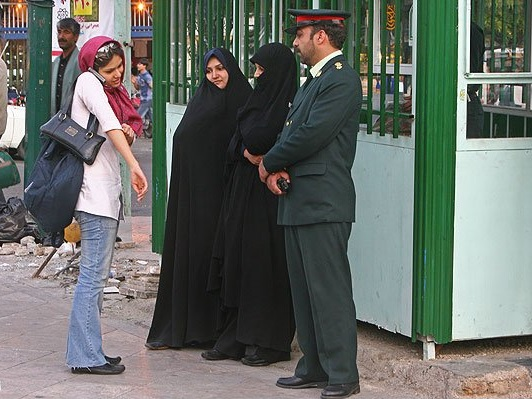
Policiais avisam uma mulher para cobrir os seus antebraços em Teerã

Funcionários do governo da República Islâmica têm respondido às críticas, afirmando que a República Islâmica do Irã não é obrigada a seguir a "interpretação do Ocidente dos direitos humanos" e que a República Islâmica é uma vítima da "propaganda preconceituosa dos inimigos", que é parte "de um plano maior contra o mundo islâmico." De acordo com oficiais iranianos, aqueles ativistas de direitos humanos que se dizem ativistas políticos pacíficos, são realmente culpados de crimes contra a segurança nacional do país e os manifestantes que reivindicam que Ahmadinejad roubou a eleição de 2009 são na verdade parte de uma conspiração estrangeira para derrubar os líderes do Irã.
Na Primavera de 2007, a polícia iraniana lançou uma vaga de repressão  contra as mulheres acusadas de não se cobrirem o suficiente, prendendo centenas de mulheres, algumas por usarem roupa demasiado apertada ou por deixarem aparecer demasiados cabelos dos seus hijab. A campanha nas ruas das grandes cidades foi a repressão mais dura desde a revolução islâmica. Mais de um milhão de iranianos (na sua maioria mulheres) foram presas entre Maio de 2007 e Maio de 2008 por violarem o código de vestuário do Estado, de acordo com um relatório da NBC Today Show de Maio de 2008.